# اگات، گوآم
اگات (به انگلیسی: Agat, Guam) یک روستا در جزیره گوآم است.

## خصوصیات
اگات ۵٬۶۵۶ نفر جمعیت دارد.